# Julia Garner
Julia Garner (Riverdale, 1. veljače 1994.), američka je filmska i televizijska glumica. Šire je poznata postala po ulozi Ruth Langmore u Netflixovoj kriminalističkoj dramskoj seriji Ozark (2017. – 2022,), za koju je dobila pohvale kritike i tri nagrade Emmy za najbolju sporednu žensku ulogu 2019., 2020. i 2022. godine, kao i Zlatni globus za najbolju sporednu glumicu 2023.
Garner je također glumila u FX-ovoj dramskoj seriji Amerikanci (2015. – 2018.), Netflixovoj miniseriji Maniac (2018.), dok je za televizijsku mrežu Bravo glumila u kriminalističkoj seriji Dirty John (2018. – 2019). 2022. godine je za ulogu Anne Sorokin u Netflixovoj miniseriji Inventing Anna dobila nominacije za Emmy i Zlatni globus za najbolju glumicu.
Garner je glumila u filmovima Grandma (2015.) i The Assistant (2019.), a pojavila se i u filmovima Martha Marcy May Marlene (2011.), The Perks of Being a Wallflower (2012.), Sin City: A Dame to Kill For (2014.) „Fantastična četvorka: Prvi koraci” (2025.) i dr.

## Reference
1. ↑  Burack, Emily. 27. travnja 2020. 18 Things to Know About Julia Garner ([[engl.]]). Alma. Inačica izvorne stranice arhivirana 13. veljače 2022. Pristupljeno 13. veljače 2022. Sukob URL-a i wikilinka (pomoć)
2. ↑  Julia Garner ([[engl.]]). emmys.com. Inačica izvorne stranice arhivirana 8. ožujka 2022. Pristupljeno 8. ožujka 2022. Sukob URL-a i wikilinka (pomoć)